# Tricyclazol
Tricyclazol ist eine chemische Verbindung aus der Gruppe der Benzothiazole und ein systemisches Fungizid. Es wird vorwiegend im Reisanbau verwendet. Die Wirkung basiert auf der Hemmung der NADPH-abhängigen Reduktion von 1,3,6,8-Tetrahydroxynaphthalin zu Scytalon und von 1,3,8-Trihydroxynaphthalin zu Vermelon in der Melaninbiosynthese.

## Gewinnung und Darstellung
Die Darstellung von Tricyclazol erfolgt ausgehend von 4-Methyl-1,3-benzothiazol-2-amin in zwei Schritten. Zunächst erhält man mit Hydrazin die Zwischenstufe 2-Hydrazino-4-methyl-1,3-benzothiazol die im Folgeschritt mit Ameisensäure zum Endprodukt cyclisiert wird.

## Zulassung
Der Wirkstoff Tricyclazol ist in der Europäischen Union nicht für die Verwendung in Pflanzenschutzmitteln zugelassen.
In Deutschland, Österreich und der Schweiz sind keine Pflanzenschutzmittel mit diesem Wirkstoff zugelassen.

## Externe Links zu erwähnten Verbindungen
1. ↑  Externe Identifikatoren von bzw. Datenbank-Links zu 4-Methyl-1,3-benzothiazol-2-amin:  CAS-Nr.: 1477-42-5, EG-Nr.: 216-028-3, ECHA-InfoCard: 100.014.572, PubChem: 15132, ChemSpider: 14403, Wikidata: Q27258873.
2. ↑  Externe Identifikatoren von bzw. Datenbank-Links zu 2-Hydrazino-4-methyl-1,3-benzothiazol:  CAS-Nr.: 20174-68-9, EG-Nr.: 243-562-4, ECHA-InfoCard: 100.039.588, PubChem: 88394, ChemSpider: 79748, Wikidata: Q72487952.